# François Andrieux

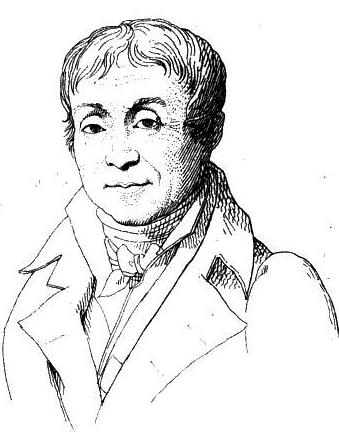
François Andrieux

François Guillaume Jean Stanislas Andrieux (* 6. Mai 1759 in Straßburg; † 10. Mai 1833 in Paris) war französischer Gelehrter, Dichter und Jurist.

## Leben
In der Zeit des Ancien Régime war Andrieux Schreiber des Pariser Staatsanwalts, Finanzbeamter und begann seine schriftstellerische Tätigkeit. Am 28. September 1784 heiratete er Marie Jude.
Während des Ausbruchs der Französischen Revolution hielt sich Andrieux als Jurist in Paris auf. Er schloss sich der Bewegung an und wurde Mitglied der Jakobiner. Nachdem die Partei der Girondisten im Jahr 1793 gestürzt worden war, zog er sich aus Paris zurück und verbrachte die Zeit des Terreur bei seinem Freund Collin d’Harleville. 1796 wurde er Richter am sogenannten Tribunal de Cassation. 1798 wurde er in den Rat der Fünfhundert gewählt und 1800, nach dem Staatsstreich des 18. Brumaire, zum Mitglied des Tribunats ernannt. Er wurde jedoch 1802, neben einigen anderen, auf Grund seiner oppositionellen Haltung gegenüber Napoleon Bonaparte nicht wieder gewählt.
Joseph Fouché versuchte ihn davon zu überzeugen, sich an der Zensur zu beteiligen, was Andrieux jedoch ablehnte. Im Jahr 1804 wurde er der Bibliothekar Joseph Bonapartes und des Senats.
Zwischen 1804 und 1816 hielt er die Professur der Schönen Wissenschaften und Grammatik an der École polytechnique. Er gab in dieser Zeit auch Privatunterricht, zu seinen Schülern gehörte Mélanie d’Hervilly, der er ein Gedicht widmete.
Nach der sogenannten Restauration im Jahr 1814, wirkte er auch auf einem Lehrstuhl am Collège de France. Während dieser Zeit war Andrieux an der Wiederherstellung und Neugründung der Académie française beteiligt, welche während der politischen Wirren der Revolutionszeit verboten war. 1829 betraute man Andrieux mit deren Leitung und dieses Amt hatte bis an sein Lebensende inne. Er starb vier Tage nach seinem 74. Geburtstag am 10. Mai 1833 in Paris.

## Werke
Auswahl seiner Veröffentlichungen, die er zwischen 1818 und 1823 in vier Bänden als „Œuvres de François-Guillaume-Jean-Stanislas Andrieux“ im Selbstverlag herausgab:
Theaterstücke
- Anaximandre, ou le Sacrifice aux Grâces, comédie en un acte en vers de dix syllabes, Paris 1782.
- Les Étourdis, ou le Mort supposé, comédie en 3 actes en vers, Paris 1787.
- Louis IX en Égypte, opéra en 3 actes, Paris 1790.
- L’enfance de Jean-Jacques Rousseau, comédie en un acte, mêlée de musique, Paris 1794.
- Helvétius, ou La Vengeance d’un sage, comédie en un acte et en vers, Paris 1802.
- Le Trésor, comédie en 5 actes, en vers, Paris 1804.
- Molière avec ses amis, ou la Soirée d’Auteuil, comédie en 1 acte en vers, Paris 1804.
- La Suite du Menteur, comédie en cinq actes, en vers de Pierre Corneille, avec des changemens et additions considérables et un prologue, Paris 1808.
- Le Vieux Fat, ou les Deux Vieillards, comédie en 5 actes, en vers, Paris 1810.
- Lucius Junius Brutus, tragédie en 5 actes, Paris 1830.
- Quelques scènes impromptu ou la Matinée du jour de l’an. Prologue pour l’ouverture du Théâtre royal de l’Odéon, sous la direction de M. Picard, Paris 1816.
- La Comédienne, comédie en 3 actes, en vers, Paris 1816.
- Le Rêve du mari, ou le Manteau, comédie en 1 acte et en vers, Paris 1826.

Verschiedenes
- Querelle de Saint-Roch et de Saint-Thomas, sur l’ouverture du manoir céleste à Mademoiselle Chamero, 1795.
- Contes et opuscules en vers et en prose, suivis de poésies fugitives, 1800.
- Cours de grammaire et de belles-lettres : sommaire des leçon, 1806.
- Poésies de François-Guillaume-Jean-Stanislas Andrieux, 1842.

Im Rahmen seiner literarischen und poetischen Arbeit kritisierte Andrieux u. a. William Shakespeares Werke, die er als kunstlos und übertrieben bezeichnete. Ähnlich war seine Position gegenüber der deutschen Literatur seiner Zeit und der Romantik.